# Leendert Klaassen
Leendert Jan Klaassen (Lochem, 7 februari 1950) is een Nederlands bestuurder. Hij is lid van het CDA.  

## Biografie
Klaassen groeide op in Gelderland en studeerde rechten aan de Vrije Universiteit Amsterdam, waarna hij in 1974 ambtenaar werd in de gemeente Zevenaar, waar hij opklom tot hoofd sectie algemene zaken en voorlichting. Per 16 maart 1984 werd hij aangesteld als burgemeester van de Oost-Groningse gemeente Midwolda. In 1990 werd Midwolda samengevoegd met Scheemda en werd Klaassen aangesteld per 1 januari 1990 als burgemeester van Zuidhorn, een andere fusiegemeente. Aldaar bleef hij tot 15 april 2003, waarna hij griffier werd van de Eerste Kamer. Deze functie vervulde hij echter slechts twee jaar.
Van 1 december 2005 tot 1 maart 2011 was hij lid van het dagelijks bestuur van de NVAO en vanaf 1 maart 2011 was hij voorzitter van het CvB van de Stenden Hogeschool. Daarnaast heeft hij een groot aantal nevenfuncties, waaronder per 17 april 2013 Onafhankelijke Raadsman, het centrale meldpunt voor klachten over de afhandeling van schadeclaims. Het gaat bij die claims uitsluitend om schade door aardbevingen als gevolg van gaswinning in Groningen.
Per 1 januari 2018 nam hij afscheid van de Stenden Hogeschool. Later bleek uit een onderzoek dat bij de Qatarese vestiging van de hogeschool veel misstanden waren geweest onder Klaassen. Vanaf januari was hij waarnemend burgemeester van de nieuwe fusiegemeente Westerwolde. Sinds 19 december 2018 is Jaap Velema de eerste kroonbenoemde burgemeester van Westerwolde. 31 december 2021 stopt hij als Onafhankelijke Raadsman.
Klaassen is gehuwd en heeft drie kinderen. Sinds december 2017 is hij officier in de Orde van Oranje-Nassau.
Van 4 maart tot 1 juli 2024 was hij opnieuw waarnemend burgemeester van Westerwolde wegens ziekte van Jaap Velema.
Klaassen is voorzitter van de raad van toezicht van Alliade en van Hogeschool KPZ, voorzitter van de raad van commissarissen van Groningen Airport Eelde en bestuursvoorzitter van Sam&.
- Parlement.com: vgf61g3fdmdk